# Engelbert Humperdinck (cantante)
Engelbert Humperdinck, nombre artístico de Arnold George Dorsey (Madrás, 2 de mayo de 1936) es un cantante melódico y actor británico. Alcanzó  fama global gracias a sencillos como «Release Me» y «The Last Waltz» los mismos que encabezaron las listas de música del Reino Unido en 1967, y vendieron más de un millón de copias cada uno . En Norteamérica, también tuvo éxitos en las listas con «After the Lovin'» (1976) y «This Moment in Time» (1979). Ha vendido más de 140 millones de discos en todo el mundo.

## Biografía
Nació en la India cuando todavía dicho país pertenecía al Imperio británico. Su padre era ingeniero del ejército británico y su madre era cantante de ópera y le enseñó a tocar el violín. Es el menor de diez hermanos. Se mudó a Inglaterra a la edad de 10 años a la ciudad de Leicester, ciudad con la que aún tiene fuertes vínculos.

## Carrera
Su primera actuación en un escenario fue a los 17 años, usando el nombre de Gerry Dorsey. Empezó a hacerse conocido con ese nombre en el Reino Unido, pero su carrera se vio interrumpida en dos ocasiones: la primera porque debió cumplir el servicio militar, y más tarde cuando enfermó de tuberculosis.
En 1965, para volver a escena decidió cambiar su imagen y nombre por sugerencia de su mánager Gordon Mills, quien también lo era de Tom Jones. Humperdinck comenzó su carrera en Bélgica (Knokke-Cup) en 1966. Su sencillo "Release me" (abril de 1967) alcanza gran éxito y vende un millón de copias en Gran Bretaña, gracias a su actuación en un programa de televisión. Después de ese hit logra colocar otros en las listas de más vendidos acrecentando su fama. 
Posee más de 150 millones de discos vendidos en forma global, 64 discos de oro y 24 de platino, una estrella en el paseo de la fama de Hollywood y 4 nominaciones al Grammy. Ha incursionado en baladas, música electrónica, góspel, country y latin music. Ha cantado en inglés, alemán, español e italiano. Ha actuado en series de televisión como Hotel, VIP, Chicago Hope, La Isla de la Fantasía, Vacaciones en el mar, etc. Ha participado en bandas sonoras de películas como Beavis And Butt Head Do América, Gagnter N°1, Romance & Cigarretes, The Last Yellow, You're Dead, Fly Me To The Moon... Curiosamente participó doblando la voz de un personaje animado en la película australiana Tales From a Little Princes: Friends Are Forever, donde dobló al hechicero Marlon sin cantar ninguna canción. En otra película animada Fly Me To The Moon, film en 3d hecho en Bélgica interpreta el tema inicial del mismo nombre sin hacer ninguna voz en off. 

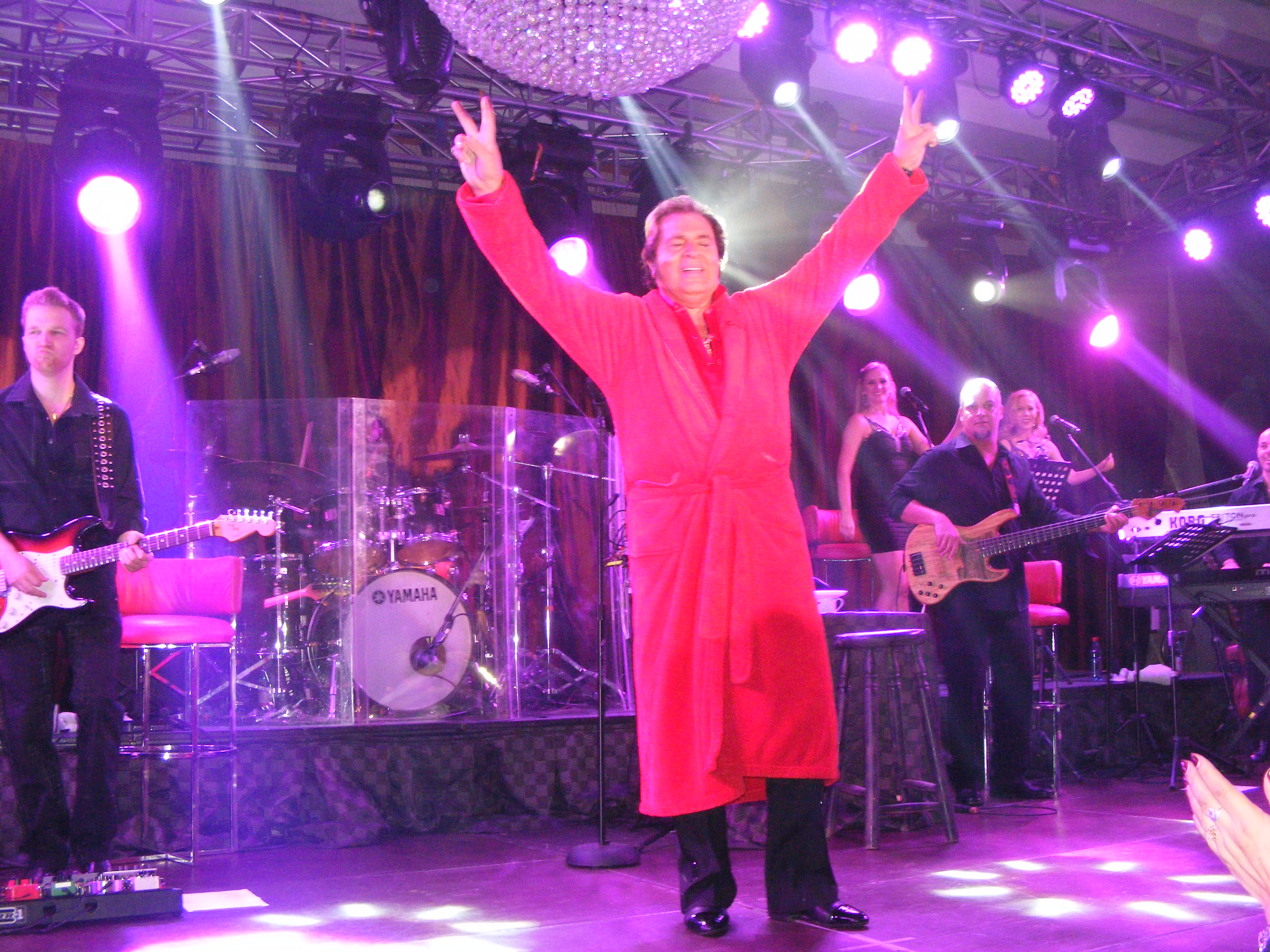
Concierto Casino Monticello; Rancagua, Chile, julio de 2015.

Tiene en la actualidad cerca de 60 clubs de fanes en el mundo, principalmente en Estados Unidos, Europa y Australia (donde recientemente ha participado en un dueto con el grupo Trinity). En Argentina tuvo gran aceptación, sobre todo en la década de los 70, gracias al Show de Engelbert Humperdinck, programa de variedades de la televisión inglesa y que se daba el día sábado, el cual se transmitió también en Venezuela y Chile en blanco y negro (formato original a color). Estuvo en Venezuela en los años 70, luego en Argentina en la década de los 80 (lamentablemente sin que existan registros de ello). Visitó Chile en 2012 (Movistar Arena 19 de junio), 2015 (Casino Monticello 24 y 25 de julio) y Teatro Caupolicán en 2024 (12 Octubre) donde actuó a aforo completo.
En 2012 fue elegido internamente por la BBC para representar a Reino Unido en el Festival de la Canción de Eurovisión 2012, celebrado en Bakú. Con 76 años de edad se convirtió en el solista de más edad de la historia en participar en Eurovisión. Interpretó el tema "Love will set you free". Quedó en el puesto 25.º (penúltima posición), a pesar de ser considerado uno de los favoritos por las apuestas. En 2012 se ha anunciado que ha grabado una canción con Elton John, para un álbum de duetos de este, disco que aparecerá el 24 de marzo de 2014 en Reino Unido y se llamará "Calling", haciendo dúos además con Il Divo, Luis Fonsi, Olivia Newton John, Neil Sedaka y Kenny Rogers entre otros.

## Vida personal
Estuvo casado desde 1964 con la actriz y cantante británica Patricia Healey durante 56 años, con la que tuvo cuatro hijos hasta que ella falleció por COVID-19 el 4 de febrero de 2021. Era, además, enferma de Alzheimer.

## Discografía
- 1959: Crazy Bells (Gerry Dorsey, 45 Decca 11108).
- 1959: Won't You Make Up Your Mind (Gerry Dorsey, acetate 45 demo, Lynn Music Ltd. aprox).
- 1960: Broadway Melody (Gerry Dorsey, 45 Columbia SCX3292).
- 1961: I'll Never Fall In Love Again (45 Gerry Dorsey, Parlophone ).
- 1961: Big Whell(45 Gerry Dorsey, Parlophone 45r4739).
- 1964: Baby I do (45 Gerry Dorsey, P&E 7n15622).
- 1965: Baby Turn Around (45 Gerry Dorsey, Hickory 1337).
- 1966: Love Me Sincerely (Santa Lucia, side B)(45 Gerry Dorsey, Parlophone EMI Epoc4007B).
- 1966: Stay (ya como Humperdinck, 45 Decca 12541).
- 1966: Release Me (LP Decca, Parrot 71012).
- 1967: Take My Heart (45 Decca, 3993-4).
- 1967: You Love (45 Parrot 40019).
- 1968: The Last Waltz (LP Parrot 71015).
- 1968: A Man Without Love (LP Parrot 71022).
- 1968: Dimenticarti Non Potrei (45 Decca f-22719).
- 1969: Engelbert Humperdinck (LP Parrot 71030).
- 1969: Engelbert (LP Parrot 71026).
- 1970: Our Song (45 ecca sto 308).
- 1970: We Made It Happen (LP Parrot 71038).
- 1971: Sweetheart (LP Parrot 71039).
- 1971: You're The Window Of My World (single Parrot 400065).
- 1971: Stranger Step Into My World (single Decca F13122).
- 1971: Another Time, Another Place (LP Parrot 71048).
- 1972: A Hundred Times a Day (single Parrot 45-40069).
- 1972: How Does It Fell (single Parrot 45.40071).
- 1972: Live At The Riviera Las Vegas (LP Parrot 71060).
- 1972: In Time (LP Parrot 71061).
- 1972: Engelbert Live In Japan (LP MAM).
- 1972: Engelbert & The Young Generation (TV shoe RCA Germany).
- 1973: Lady Of The Night (45 Parrot 40078).
- 1973: Love, Oh Precius Love (45 Parrot 4007).
- 1973: King Of Hearts (LP Parrot 71065).
- 1974: Mi Friend The Wind (45 Parrot 40077).
- 1974: Wand'rin Star (LP EMI 5c062).
- 1974: My Love (LP Parrot 710067).
- 1975: Precius Love (45Parrot 40082).
- 1976: After The Lovin´ (LP Epic 34381).
- 1977: Miracles (LP Epic 8-50365).
- 1977: Christmas Tyme (LP Epic pe35031).
- 1977: I Have Paid The Toll (Single Epic 8-50526).
- 1978: The Last Of The Romantics (LP Epic je25020).
- 1978: Those Where Days (LP Love letters, London 709).
- 1978: And The Days Begins (Single Epic 50632).
- 1979: This Moment In Time (LP Epic je35791).
- 1979: Engelbert Live MGM Las Vegas (VHS NBC).
- 1979: Engelbert Live form her Majestic's (VHS BBC).
- 1980: Love´s Only Love (LP Epic je36431).
- 1980: A Merry Christmas With Engelbert Humperdinck (CD EPC 84625).
- 1980: Live In Concert / All of me (CD Epic e2x36782).
- 1980: Engelbert Talks To You (45 promo, Epic ae7-1205).
- 1981: Royal Affair (45Epic 19-02060).
- 1981: Don't You Love Me Anymore? (CD Epic pe38128).
- 1982: Live In Las Vegas Hilton (Laser Disc lvpl048).
- 1983: You And Your lover (CD Epic fe38087).
- 1984: The Other Women, The Other Man (45 Firts String s7-51184).
- 1984: Between Two Fires (45 Warwick sw-7001).
- 1985: A Lovely Way To Spend An Evening (LP Silver Eagle se1034).
- 1985: Follow My Heartbeat Instrumental (Maxi CD Ariola 107581100).
- 1986: Träumen Mit Engelbert (CD White 259507).
- 1987: Remember I Love You (CD White 259506).
- 1987: Twelve Point Buck/Little Baby Buntin' (CD Killdozer Touch&Go tg48).
- 1988: Love Is The Reason (CD Critique c25400).
- 1988: In Liebe (CD White 259 312-225).
- 1988: Torero Remix (Maxi CD White 780).
- 1988: Radio Dancing (Maxi CD extended version White 11902).
- 1989: Ich Denk An Dich (CD Ariola 26344).
- 1989: Christmas Wishes From Engelbert (45 Boholen).
- 1989: Angel Love (Maxi CD red roses for my lady extended version Ariola 112760).
- 1989: Quando, Quando (CD My love, Ariola express  295480).
- 1990: Heart Of Gold (Maxi CD White 261078).
- 1990: A World Without Love (Disco 45, Ariola113298).
- 1990: Alí Babá and the 40 Thiedes (VHS, Rusian film ballet Bolshoi, Roland Baumgartner productions).
- 1990: Zärtlichkeilen (CD BMG 261078-225).
- 1991: Even Angels Falls (Film TV VHS, UFA3996).
- 1991: As Long As I Can (Maxi CD, BMG 664705).
- 1991: Träumen Mit Engelbert Vol. 2 (CD Ariola 2619870).
- 1991: We Feel In Love (CD Coming home, Decca 828295-2).
- 1991: Coming Home (Maxi CD, White 664834).
- 1992: Hello Out There (CD Polydor 517232-2).
- 1992: Hello Out There (Maxi CD radio edit Polydor 863725-2).
- 1992: Portofino (Maxi CD remix, White 74321 12001-2).
- 1992: Power Of Love (Maxi CD remix, BMG 7432110196-2).
- 1993: Sherlock Holmes & The Leading Lady (tv series, VHS, Artisan Entertainment).
- 1993: The Best Of Engelbert Humperdinck (VHS, ITC 2231).
- 1993: Yours (CD Polydor 314521142-2).
- 1993: Yours: Quiéreme mucho (CD Polydor 314521253-2).
- 1993: Live In Concert At The Greek Theatre (VHS, An Eagle Mountain, CTTV).
- 1994: The Last Waltz (Maxi CD extended version, I do it for you, Polydor 861477-2).
- 1994: Step Into My Life (CD Pair 1326).
- 1994: Live & Love (CD Pickwick 4186).
- 1994: Nostradamus 1999 (Maxi CD Plaza Records 079).
- 1994: Magic Night (CD Pair 1341).
- 1994: Love Unchained (CD PEI-1).
- 1995: You Are So Beautiful (CD Pair 1344).
- 1995: The Magic Of Christmas (CD Core 9462).
- 1995: Christmas Eve (CD Avalanche 22).
- 1996: King Of Romance (VHS, Rener world 2077).
- 1996: After Dark (CD Core 488779466).
- 1996: Lesbian Seagull (Maxi CD de la película Beavis and Butt-head do America, Geffen Records 425002-2) .
- 1997: Live At The Royal Albert Hall (CD Classic World 3302).
- 1997: Tales Of The Little Princes: friends are forever (DVD, da voz a personaje animado, Intesa Corporation Australia).
- 1998: A Little In Love (CD Transistor Music ccbk7460).
- 1998: Quando, Quando (Maxi CD remixes ulc-15).
- 1998: The Dance Album (CD Priority 51094).
- 1998: The Dance Album (CD Japan, full megamix Rock Records rccy1061).
- 1998: Release Me/Gotta Get Release (Maxi CD Priority 54029).
- 1998: Medley Crooners (CD Engelbert, Eurotrend 156.332).
- 1999: Quando, Quando (Maxi CD remixes, Priority 54033).
- 1999: The Last Yellow (VHS, FILMAX soundtrack).
- 2000: How To Win Your Love (CD UMTV541980-2).
- 2000: How To Win Your Love (Maxi CD radio edit, Universal 882268-2).
- 2000: At It Very Best (CD UMTV 844974-2).
- 2000: Live At The London Palladium (DVD Hipo 440060940-9).
- 2000: Release Me/Gotta Get Release (Maxi CD Paul Grace vocal mix, Arcade 5300).
- 2001: I Want To Wake Up With You (CD UMTV 014946-2).
- 2001: It's All In The Game (CD Hipo 440013307-2).
- 2001: Viva Las Vegas (CD Box Set UMTV 585645-2).
- 2003: Definition Of Love (CD Hipo 440066113).
- 2003: Music History MTV (CD Halalup Records hal774).
- 2003: Engelbert Live In Los Angeles (DVD y CD, Eagle Records 20020-2).
- 2003: Always Hear The Armony: the gospel sessions (CD Art Green ag2023).
- 2003: Her Very Best, Dusty Springfield (DVD Alpha Centaury 11571).
- 2004: Release Me (Maxi CD tv comercial, Universal 9819567).
- 2004: Love Songs & Ballads (CD Yours especial version, BMG).
- 2005: Let There Be Love (CD Decca 4756606).
- 2005: Sus Grandes Éxitos (CD Primavera Records).
- 2005: Glory Years (DVD film tv, Hollywood Entertainment dh9115).
- 2006: Totally Amazing (DVD y CD Image Entertainment id3583ej).
- 2006: Little Boxes (DVD-BLU RAI soundtrack Weeds, tv series).
- 2007: Greatest Hits & More (CD umtv9847095).
- 2007: Greatest Performances 1967-1977 (DVD, Universal 0602498009).
- 2007: Toopers In Concert 2007 (DVD y CD EMI50999).
- 2007: The Winding Road (CD EMI5099950172429).
- 2008: Fly Me Too The Moon (DVD soundtrack, Summit 66106820).
- 2008: La Paloma (Indigo 0328).
- 2008: And Love (MP3, Silver Eagle).
- 2008: Z Guitars Nostradamus (Maxi CD remix, Plaza Records 037).
- 2009: A Taste Of Country (CD EH productions 70510532223).
- 2009: Legacy Of Love (CD EH Productions 71812239669 6).
- 2009: Endlessly (Maxi CD EH productions).
- 2009: Engelbert (DVD EHproductions 01).
- 2010: Tell Me Where It Hurts (MP3).
- 2010: Released (EH Productions).
- 2010: Ever'n Ever. (Duet with Trinity) (H Productions Australia, no disponible).
- 2012: Love Will Set You Free (Maxi CD ConeHead. UK 060250).
- 2014: Calling (ConeHead Cone44. UK).
- 2014: Engelbert Calling (USA OKI Good Records OK 90131-2).
- 2015: Runaway Country (EH Productions USA).
- 2015: Acces All Areas (Edsel London 5014797892378).
- 2015: Have Yourself A Merry Little Christmas (Joel Diamond & Engelbert Humperdinck Productions 24783).
- 2017: 50 Aniversary Release Me (Decca Lóndres 5077274).
- 2017: The Complete Decca Studio Albums Collection (Decca Reino Unido 60253704200).
- 2017: The Man I Want To Be (OK Records USA 90154-2).
- 2018: Live In Hawaii (TJL 703856950245).
- 2018: Warmest Christmas Wishes (OK Good Records 90158-2).
- 2019: Best Selection (formato UHDCD Universal Japón 4988031352274).
- 2019: Reflections (Maxi CD, OK Records 90170-2).
- 2020: "Special Home Crhistmas Youtube (live show streaming EH Productions)".
- 2020: "Live Concert Coronavirus (Youtube EH Productions)".
- 2020: Sentiments (Maxi CD, OK Records 90186-2, USA).
- 2021: "Live At Home With Engelbert Humperdinck (streaming show Youtube EH Productions, USA)".
- 2021: "A Christmas For The Family (Gummibär duet, Gumibär Productions, Germany)".
- 2021: Regards (Maxi CD, OK Records 90197-2, USA).
- 2022: "I'm Forever Blowing Bubles (single, des sountrack Bullet Train, Arista Records UK)".
- 2022: "Live Special (streaming Youtube, Igloo Music USA)".
- 2023: "All About Love (Ok Records CD, 68928902062 USA)".